# Chen Bishan
Chen Bishan es una deportista china que compitió en judo. Ganó una medalla de plata en el Campeonato Asiático de Judo de 2000, en la categoría de –52 kg.

## Palmarés internacional
| Campeonato Asiático | Campeonato Asiático | Campeonato Asiático | Campeonato Asiático |
| Año                 | Lugar               | Medalla             | Categoría           |
| ------------------- | ------------------- | ------------------- | ------------------- |
| 2000                | Osaka (Japón)       | Medalla de plata    | –52 kg              |